# Головы (Ивано-Франковская область)
Го́ловы (укр. Голови) — село в Верховинской поселковой общине Верховинского района Ивано-Франковской области Украины.
Население по переписи 2001 года составляло 1599 человек. Занимает площадь 55,6 км². Почтовый индекс — 78723. Телефонный код — 03432.